# Ron Canada
Ronald Ellis 'Ron' Canada (New York, 3 mei 1949) is een Amerikaans acteur.

## Filmografie

### Films
Selectie:
- 2017 The Discovery - als Cooper
- 2015 Ted 2 - als rechter
- 2008 The Haunting of Molly Hartley – als mr. Bennett
- 2007 Snowglobe – als Antonio Moreno
- 2005 Just Like Heaven – als dr. Walsh
- 2005 Wedding Crashers – als Randolph
- 2005 Cinderella Man – als Joe Jeanette
- 2004 National Treasure – als beveiliger Woodruff
- 2003 The Human Stain – als Herb Keble
- 2003 The Hunted – als Harry Van Zandt
- 2003 The United States of Leland – als Elden
- 1999 In Too Deep – als dr. Bratton
- 1998 Nick Fury: Agent of S.H.I.E.L.D. – als Gabriel Jones
- 1996 Lone Star – als Otis
- 1992 Home Alone 2: Lost in New York – als politieagent op Times Square
- 1992 Honey, I Blew Up the Kid – als marshal Preston Brooks
- 1987 Adventures in Babysitting – als Graydon

### Televisieseries
Uitgezonderd eenmalige gastrollen.
- 2022-2023 East New York - als Maurice Haywood - 3 afl.
- 2022 The Best Man: The Final Chapters - als Wellington - 3 afl.
- 2017-2019 The Orville - als Fleet Admiral Tucker - 3 afl.
- 2018 House of Cards - als Vincent Abruzzo - 3 afl.
- 2018 Jack Ryan - als D.N.I. Bobby Vig - 2 afl.
- 2018 Seven Seconds - als pastor Adler - 4 afl.
- 2017 The Good Fight - als Andrew Hart - 2 afl.
- 2017 Seven Seconds - als pastoor Adler - 3 afl.
- 2015 The Strain - als burgemeester George Lyle - 6 afl.
- 2011 Let's Stay Together – als Garrison – 2 afl.
- 2006-2008 Boston Legal – als rechter Willard Reese – 8 afl.
- 2006-2007 Ugly Betty – als senator Slater – 2 afl.
- 2006 7th Heaven – als dr. Tsegdye – 2 afl.
- 2006 Weeds – als Joseph – 4 afl.
- 2003-2006 The West Wing – als staatssecretaris Theodore Barrow – 10 afl.
- 2004-2005 Jack & Bobby – als volwassen Marcus Ride – 7 afl.
- 2001-2004 One on One – als Richard Barnes – 11 afl.
- 2003-2004 The Shield – als Tom Bankston – 4 afl.
- 2001-2002 Philly – als rechter Henry Griffin – 7 afl.
- 2000 City of Angels – als Dr. Ethan Carter – 5 afl.
- 1998-2000 Felicity – als Dean Allison – 2 afl.
- 1996 Murder One – als rechter Orrin Bell – 6 afl.
- 1995 Family Matters – als Dave McClure – 2 afl.
- 1994-1995 Hangin' with Mr. Cooper – als coach Chet Corley – 5 afl.
- 1992 L.A. Law – als David Ellis – 2 afl.
- 1991 Stat – als Anderson Roche – 6 afl.
- 1989 Dallas – als Dave Wallace – 2 afl.
- 1988-1989 TV 101 – als mr. Hines – 2 afl.

### Computerspellen
- 2006 Guild Wars Nightfall – als Dunkoro
- 2006 Gothic 3 – als Gorn
- 2004 Ground Control II: Operation Exodus – als Drakh'Mar Vicath